# Tyranni
Subóscines engloba um conjunto de pássaros encontrados nas Américas, especificamente no Neotrópico onde alcançaram notável irradiação em larga escala; além disso, representam 30% da riqueza mundial de avifauna. São endêmicos mormente do Novo Mundo; embora sejam encontradas 51 espécies das famílias Eurylaimidae, Philepittidae e Pittidae de ocorrência exclusiva no Velho Mundo, para quais as evidências sugerem uma distribuição geográfica pretérita muito mais ampla do que a atual.

## Evolução
Os subóscines são de uma linhagem evolutiva mais antiga do que a dos óscines (subordem Passeres). Quando existe contato entre os dois grupos, subóscines usualmente perdem em competição; consequentemente, análises biogeográficas evidenciam que óscines são predominantes na Europa, Ásia, América do Norte, África e Austrália, enquanto subóscines são dominantes no Neotrópico. Ademais, a subordem Tyranni floresceu principalmente nas regiões tropicais e subtropicais do Novo Mundo, onde mais de 90% das espécies hoje estão localizadas.
A provável razão para a persistência da dominância dos subóscines no Neotrópico reside no fato de que a interação entre subóscines e óscines ficou restrita até um período geológico recente, onde até então a América do Sul se manteve isolada de outros continentes, nos quais os óscines vinham se diversificando. A oportunidade para um câmbio faunístico em larga escala entre América do Norte e do Sul só existe desde o final do Plioceno, onde houve a formação da América Central atuando como ponte, há entre 2 a 4 milhões de anos.
Apesar desse contato entre os dois grupos dentro da América do Sul, observa-se que os óscines são prevalentes no dossel das florestas ou em hábitat abertos, enquanto que os subóscines são dominantes abaixo do dossel dentro das florestas. Por consequência, contata-se que o Grande Intercâmbio Faunístico Americano, que se seguiu à formação da ponte centro-americana, favoreceu os óscines norte-americanos, provavelmente responsáveis por impelir os subóscines sul-americanos para fora dos dosséis das florestas e das áreas abertas.

## Sistemática[7]
- Infraordem Eurylaimides
  - superfamília Eurylaimoidea
    - família Eurylaimidae
    - família Sapayoaidae
    - família Philepittidae

  - superfamília Pittoidea
    - família Pittidae

- Infraordem Tyrannides
  - parv-ordem Tyrannida
    - família Pipridae
    - família Cotingidae
    - família Tyrannidae

  - parv-ordem Thamnophilida
    - família Thamnophilidae

  - parv-ordem Furnariida
    - superfamília Formicarioidea
      - família Conopophagidae
      - família Rhinocryptidae
      - família Formicariidae

- -     - superfamília Furnarioidea
      - família Furnariidae
      - família Dendrocolaptidae